# Parque das Nações
Parque das Nações (Park Narodów) – jedna z parafii cywilnych (freguesia) w Lizbonie, w Portugalii. Powstała w 2012 roku z części parafii Olivais, Sacavém i Moscavide (obie wchodzą w skład gminy Loures). W 2011 zamieszkiwało ją 21 025 mieszkańców, na obszarze 5,44 km².
Strefa rozrywkowa, handlowa i mieszkaniowa po terenach Expo ’98 obejmuje rozległy obszar w północno-wschodniej części Lizbony, nieopodal ujścia Tagu, dawniej wykorzystywany do celów głównie przemysłowych.
Obszar ten przeszedł ogromną przemianę w latach 90., kiedy to został wybrany jako lokalizacja dla Wystawy Światowej. Po wystawie, obszar przyjął swoją obecną nazwę (choć nie jest ona powszechna wśród Portugalczyków, którzy wciąż nazywają ten obszar „Expo”), a podczas kolejnych przebudów otwarto centrum handlowe Vasco da Gama, Międzynarodowe Targi w Lizbonie, liczne hotele i nowe budynki biurowe i mieszkalne. Wiele atrakcji przeznaczonych dla Expo ’98 pozostało i stanowi ważną atrakcję turystyczną obecnie, m.in. Oceanarium, jedne z największych na świecie akwariów.
Na terenie Parque das Nações znajduje się również nowa marina, Marina Parque das Nações, wyposażona w 600 miejsc do cumowania i nowoczesną infrastrukturę, molo rzeczne dla rejsów wycieczkowych i statków historycznych.